# Villers-la-Ville (Belgique)
Pour les articles homonymes, voir Villers-la-Ville et Villiers.
Villers-la-Ville (prononcé [vilɛʁs la vil]  ; en wallon L’Abeye ou Vilé-l'-Veye, en néerlandais Villers-de-Stad) est une commune francophone de Belgique située en Région wallonne dans la province du Brabant wallon.

## Étymologie
Du latin villare, écart d'un domaine (villa) puis village ; la-Ville fut ajouté au XIIIe siècle pour distinguer le village de l'abbaye.

## Géographie
Villers-la-Ville, une commune située aux confins du Brabant wallon, est partagée entre champs d'un côté et bois de l'autre.
La Thyle, le principal affluent de la Dyle, et le Gentissart y ont creusé leurs parcours sinueux dans une terre limoneuse et dans le schiste gris aux reflets bleutés.
Le cadastre divise le territoire de Villers-la-Ville (le village en lui-même, pas la commune) en deux sections : le Village et Holers.
La commune est traversée par la ligne ferroviaire n° 140. Il y un point d'arrêt à Villers-la-Ville. Près du centre du village, le chemin de fer passe sur un viaduc qui coupe le domaine en deux.

### Sections de la commune
| # | Nom                 | Superf. (km²) | Habitants (2020) | Habitants par km² | Code INS |
| - | ------------------- | ------------- | ---------------- | ----------------- | -------- |
| 1 | Villers-la-Ville    | 5,57          | 1.910            | 343               | 25107A   |
| 2 | Tilly               | 6,67          | 1.967            | 295               | 25107B   |
| 3 | Mellery             | 5,30          | 692              | 130               | 25107C   |
| 4 | Marbais             | 18,68         | 3.149            | 169               | 25107D   |
| 5 | Sart-Dames-Avelines | 11,80         | 3.049            | 258               | 25107E   |

### Communes limitrophes
| Genappe          | Court-Saint-Étienne | Court-Saint-Étienne |
| Les Bons Villers | Villers-la-Ville    | Chastre             |
| Les Bons Villers | Fleurus             | Sombreffe           |

## Démographie

### Démographie: Avant la fusion des communes
- Source: DGS recensements population

### Démographie: Commune fusionnée
En tenant compte des anciennes communes entraînées dans la fusion de communes de 1977, on peut dresser l'évolution suivante:
Les chiffres des années 1831 à 1970 tiennent compte des chiffres des anciennes communes fusionnées.
- Source: DGS , de 1831 à 1981=recensements population; à partir de 1990 = nombre d'habitants chaque 1 janvier[5]

## Histoire

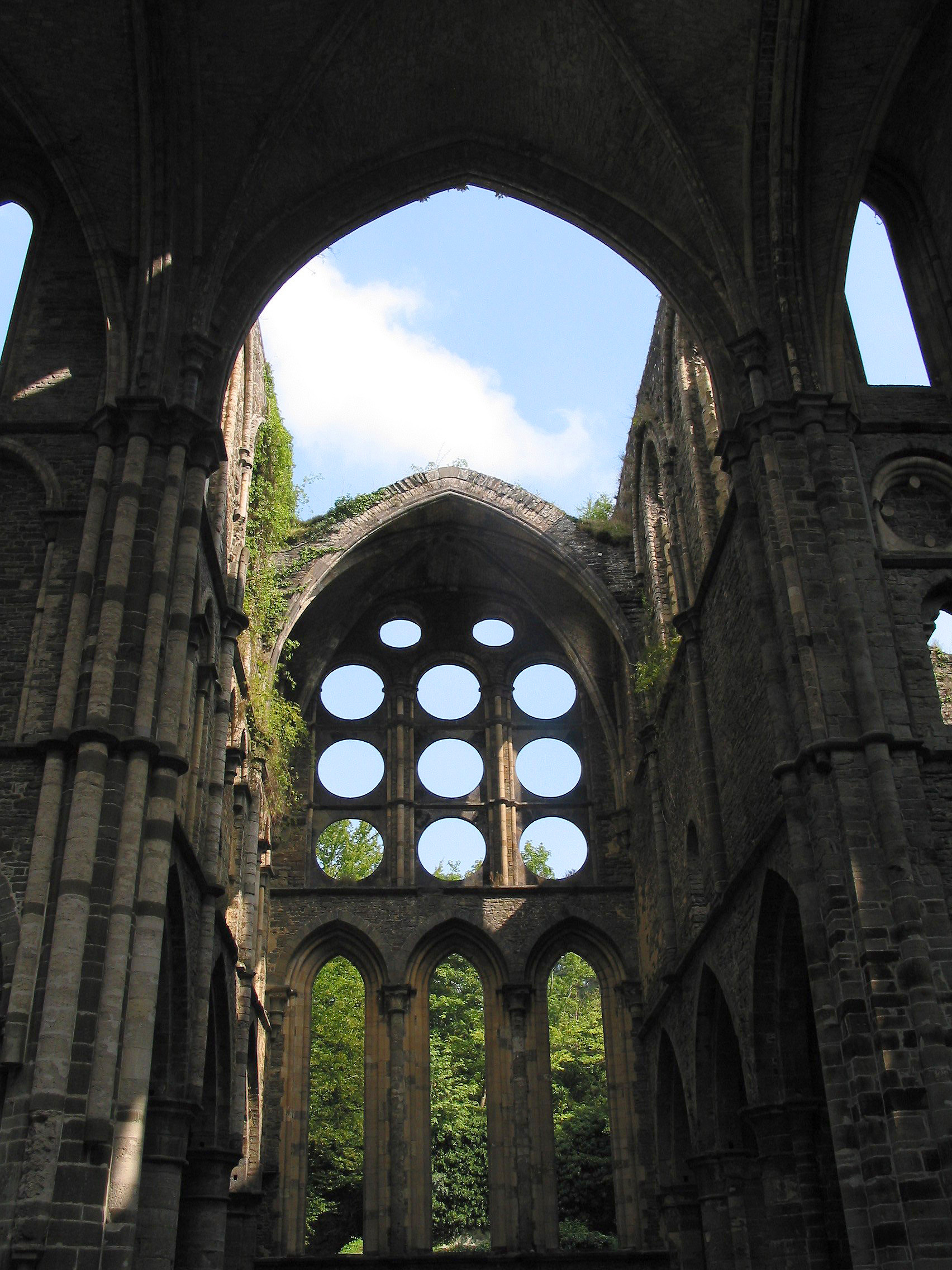
Les ruines du transept nord de l'abbatiale.

Villers est cité au début du IXe siècle (Vilers): un certain Rouin (Rothing), et son épouse Gile (Gisla) y achètent une exploitation appartenant au roi (mansus fiscalis) "dépendant depuis fort longtemps de l’autel de saint Pierre prince des apôtres". Cette dernière en fit don à l'abbaye de Gembloux que venait de fonder son petit-fils saint Guibert (Wichpert), donation entérinée en 946 par une charte d'Otton Ier.
Cependant l'histoire et le développement de Villers-la-Ville sont liés à l'évolution de l'abbaye cistercienne. Celle-ci fut progressivement érigée par des moines cisterciens venus de Clairvaux dès 1146 sur le modèle de la maison mère de Cîteaux.
L’abbaye connut des crises graves suivies de périodes de restauration et devint même le plus gros propriétaire foncier du Brabant possédant plus de 10 000 ha de terre. Durant la révolution brabançonne, les troupes de l'armée impériale en débâcle saccagèrent l'Abbaye. En 1794, celle-ci fut à nouveau pillée, par les troupes françaises. Les terres et les bâtiments furent mis en vente publique en 1797 par la République française. De 1892 à 1894, il y eut différents arrêtés royaux d'expropriation pour cause d'utilité publique. Le site, classé en 1972, est en cours de restauration et de consolidation.

## Héraldique
|  | La commune possède des armoiries utilisées par la commune après la fusion des communes. Le blason n'a pas été reconnu par une autorité supérieure. Ce sont celles de l'ancienne Abbaye de Villers-la-Ville car l'essentiel de la région dépendait de l'abbaye. Elles sont connues depuis environ 1600. Blasonnement : D'argent au faucon de sable, chaperonné de gueules, membré et grilleté d'or, perché sur un rameau feuillu de sinople posé en pointe et empiétant son chaperon d'une patte. Source du blasonnement : Heraldy of the World. |

## Politique et administration

### Conseil et collège communal 2024-2030
| Collège communal  |                           | |
| ----------------- | ------------------------- | --- |
| Bourgmestre       | Emmanuel Burton (MR)      | État civil, Police, Sécurité, Cimetières, Agriculture, Cultes-Laïcité, Finances, Enseignements et Personnel communal. |
| 1er Échevine      | Anne-Michèle Pierard (MR) | Ainés, Noces d'or, Culture et Gestion des infrastructures culturelles, Bibliothèque, Foire du livre, Jeunesse (Place aux enfants, Plaines de vacances, École des devoirs, Conseil communal des enfants), Folklore et Festivités, Emploi - Formation, ALE, Logement. |
| 2e Échevin        | Marc Druez (MR)           | Urbanisme, Aménagement du territoire, Bien-être animal, Travaux publics - Voiries et Égouttage, Gestion des cours d'eau, Entretien des cimetières, Espaces verts.                                                                                                   |
| 3e Échevine       | Julie Charles (MR)        | Commerces – PME, Développement de la ZAEM, Transition écologique, Développement durable, Biodiversité, Climat, Energie, Politique des déchets, Propreté, Information et communication, Transition numérique, Informatique, EPN.                                     |
| 4e Échevine       | Caroline Marmann (MR)     | Santé, Personnes porteuses d'un handicap, Sports, Gestion des installations sportives, Régie Communale Autonome, Mobilité. |
| 5e Échevin        | Eric Balza (MR)           | Affaires sociales, Famille, Égalité des chances, Participation citoyenne, Patrimoine, Tourisme et GAL, Plan Communal de Développement Rural. |
| Président du CPAS | Herman Vermylen (MR)      | CPAS, Petite enfance. |

## Patrimoine et culture

### Patrimoine architectural et sites

#### Patrimoine religieux

##### Villers-la-Ville
- Abbaye de Villers

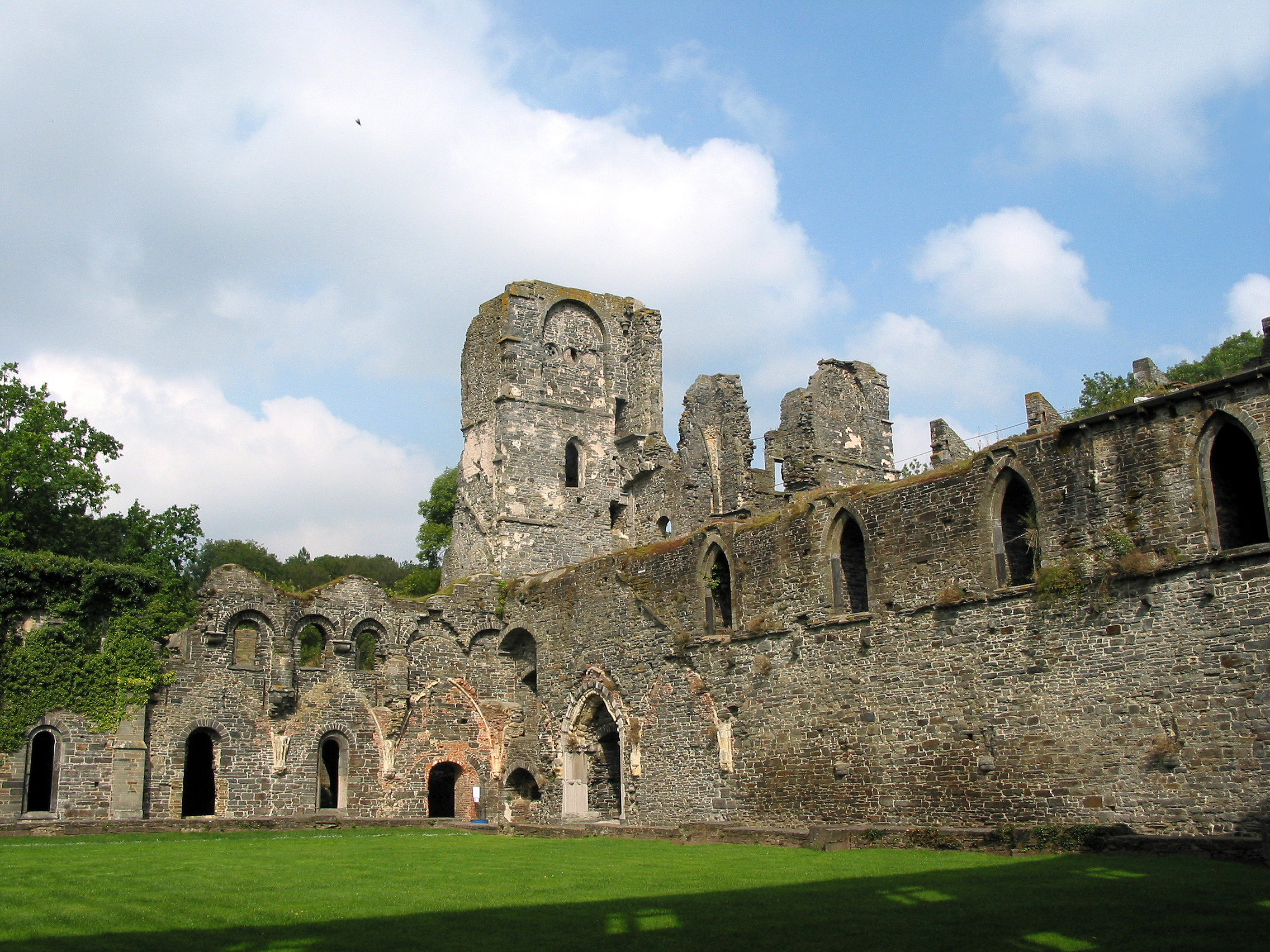
Les ruines de l'aile des convers, du mur sud et des tours de l'abbatiale.

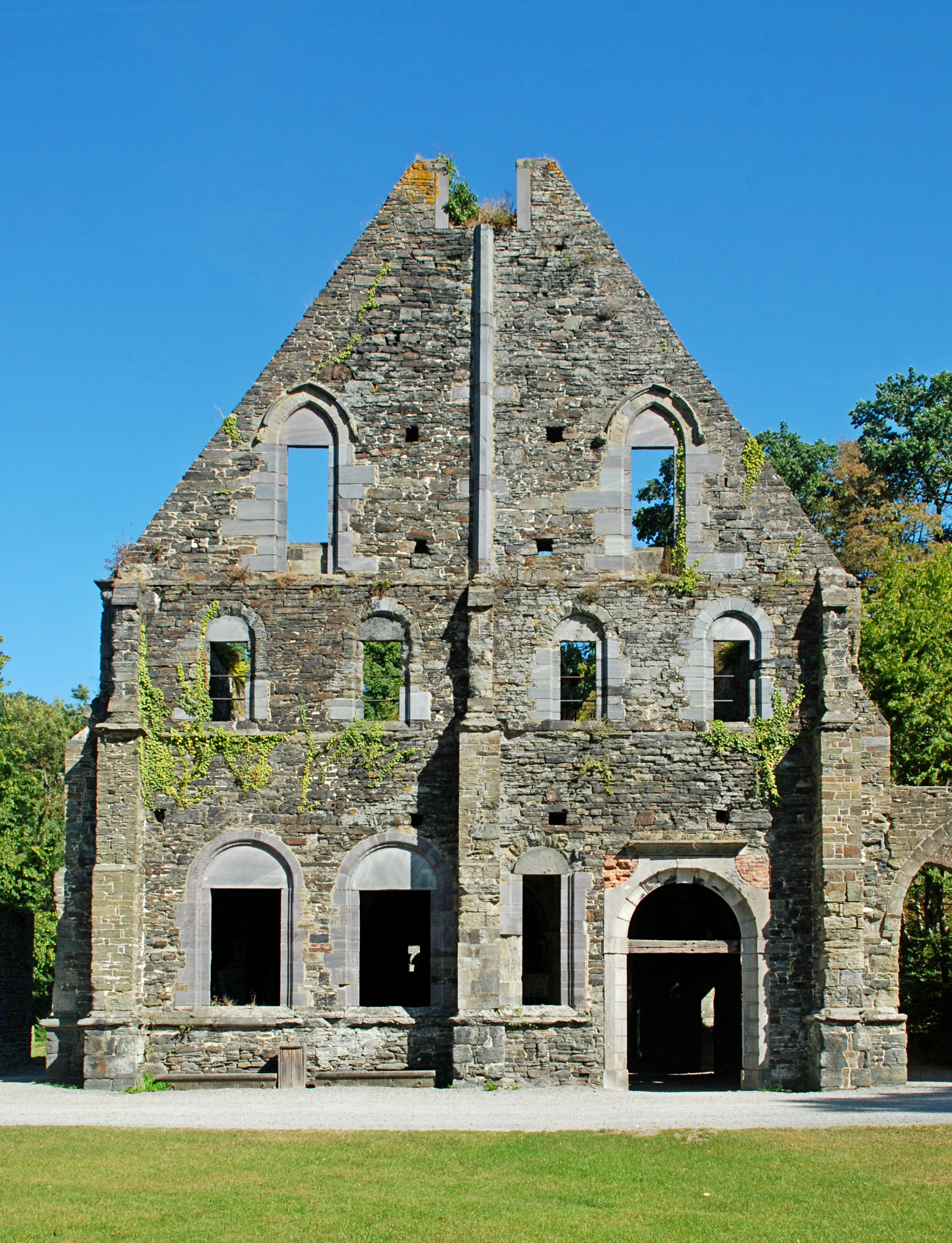
Hôtellerie.

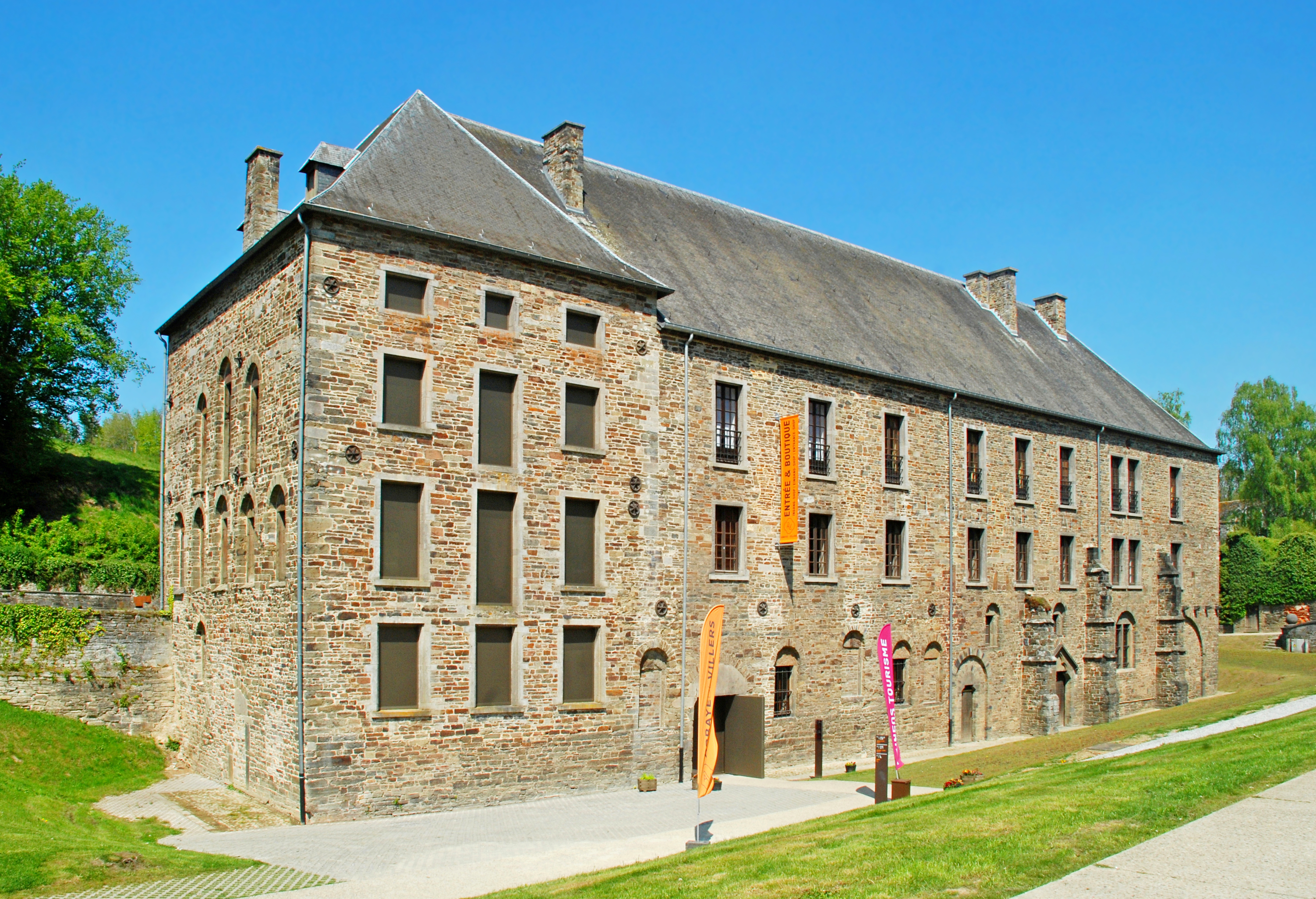
Moulin abbatial.

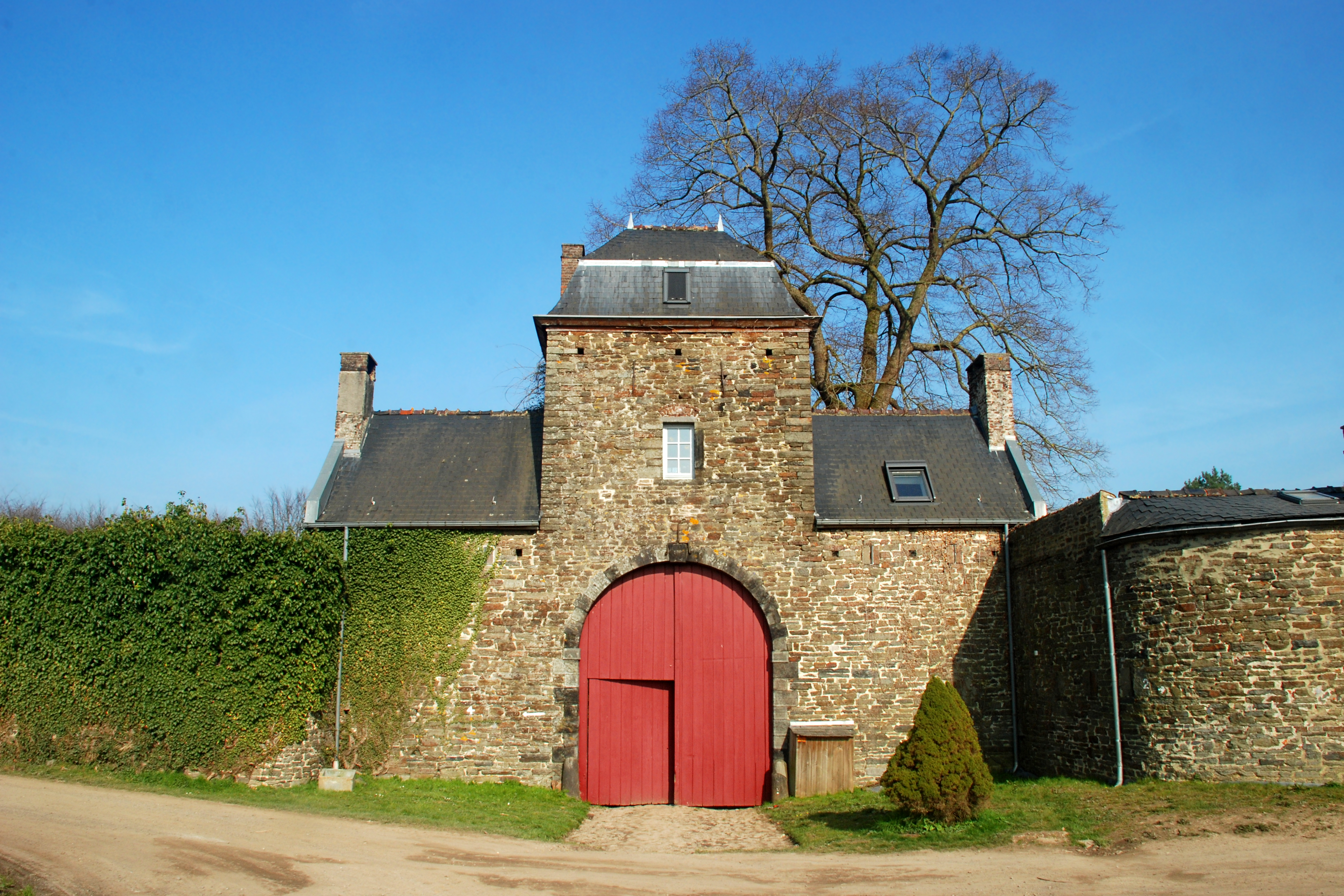
Porte de Nivelles.

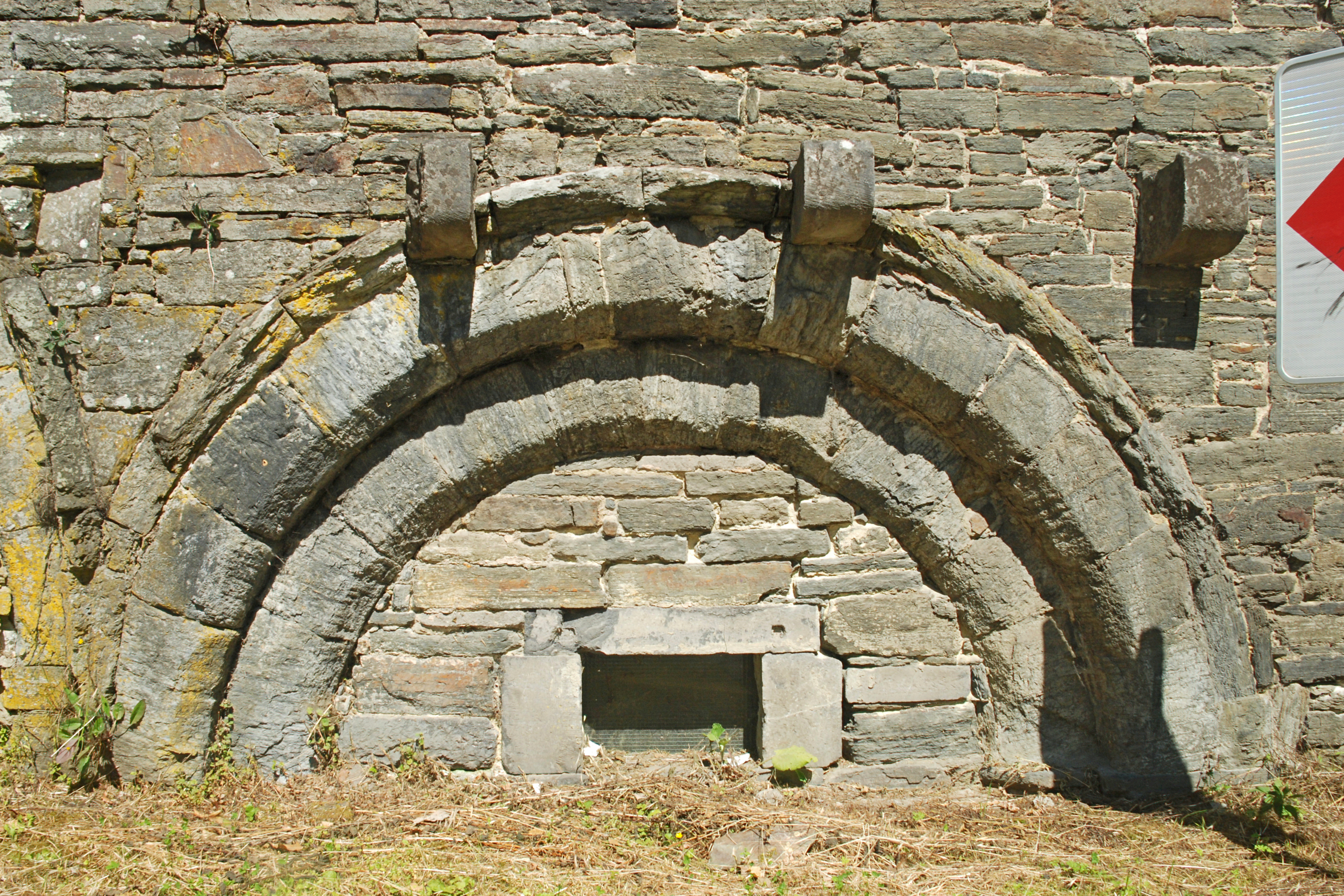
Porte de Bruxelles (détail).

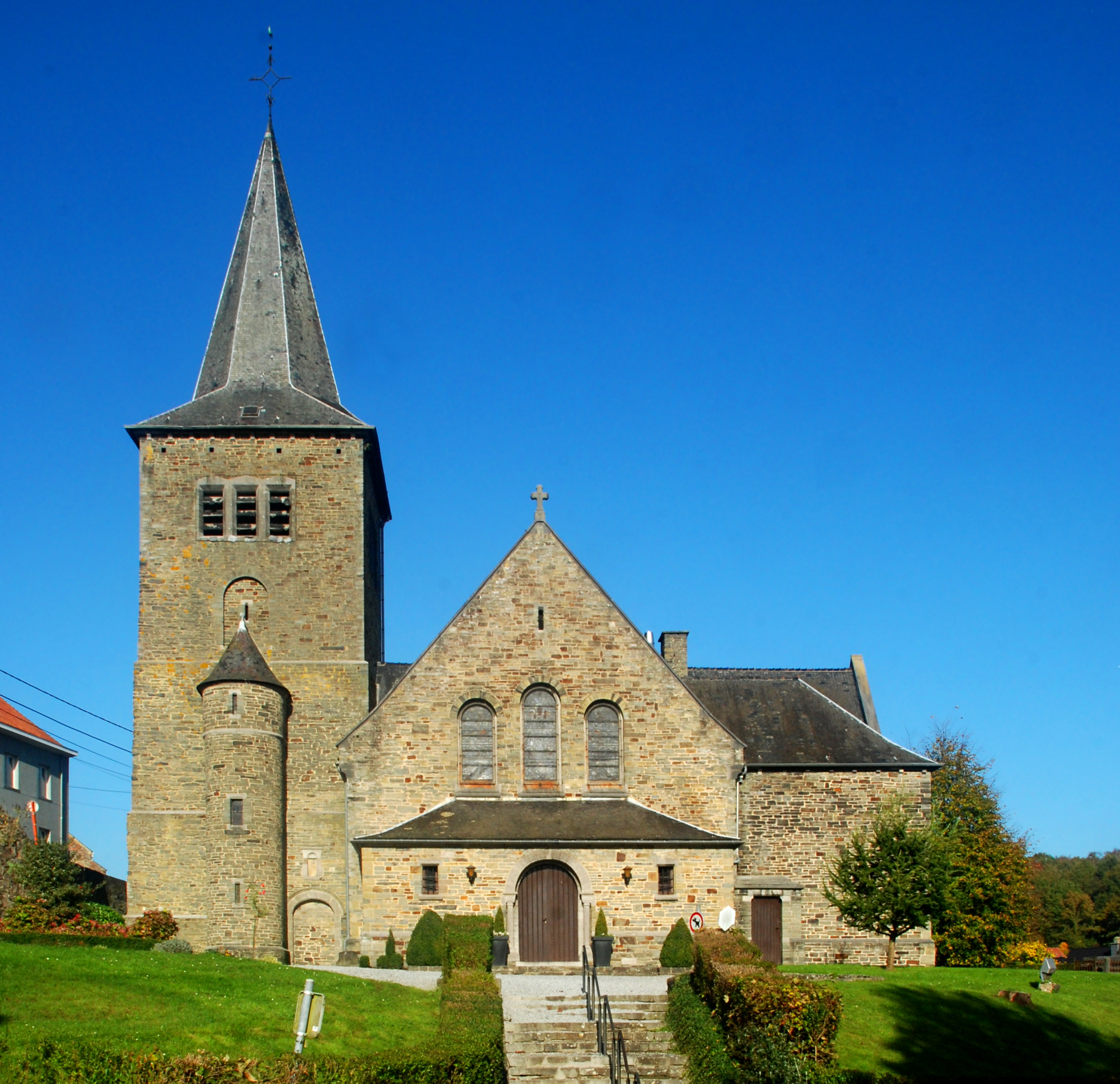
Église Notre-Dame de la Visitation de Villers-la-Ville.

L'abbaye de Villers, fondée en 1146, constitue, avec ses ruines majestueuses, l'un des témoignages les plus prestigieux de la vie des moines de l'Ordre des cisterciens.
Les moines et les convers aménagent ce lieu encaissé et marécageux grâce à un ingénieux système hydraulique constitué de canalisations souterraines, moulins et étangs. Le vaste cloître construit au XIIIe siècle constitue le centre du monastère autour duquel s'articulent les bâtiments construits ou aménagés par les religieux pour la prière et le recueillement mais aussi pour des activités manuelles.
L'abbaye reflète tous les styles architecturaux qui se sont succédé dans ces contrées. Devenue une importante puissance au XVIIIe siècle, l'abbaye est pillée en 1794 par l'armée française. Entre les ruines de l’abbaye et le centre du village, la ferme de l’abbaye des XVIIe et XVIIIe siècles fut exploitée par les moines jusqu'en 1796. Le 22 octobre 2013, un camion heurte les deux arcades qui surplombent la nationale le long des ruines de l'abbaye ; l'édifice du XIIe siècle est fortement endommagé : la première arcade menace de s'effondrer, la deuxième est tombée sur la cabine du camion.
- Pharmacie de l'Abbaye de Villers-la-Ville.

- Chapelle Saint-Bernard de Villers-la-Ville.

- Chapelle Notre-Dame de Montaigu.

- Moulin abbatial de Villers-la-Ville.

- Ferme de l'abbaye de Villers-la-Ville.

- Mur d'enceinte de l'abbaye de Villers-la-Ville.

- Porte de Bruxelles.

- Porte de Nivelles.

- Église Notre-Dame de la Visitation de Villers-la-Ville : reconstruite en 1925 en style néo-roman. La tour carrée date des XIe et XIIe siècles avec sa tourelle ajourée.

À l'intérieur, deux retables des XVe et XVIe siècles, le monument funéraire en pierre de François et Hélène de Marbais (1610), un tympan roman avec agneau pascal sculpté du XIIe siècle, un christ au tombeau (XVIe) ainsi qu'une chaire de vérité de la même époque, des confessionnaux Louis XVI, une Vierge des Affligés de 1608, une cuve baptismale du XVIe siècle, des tableaux d'abbés.
- Chapelle Notre-Dame des Affligés de Villers-la-Ville : un petit oratoire construit en 1731, abrite une Vierge en chêne des années 1600. Elle y est invoquée pour la guérison des maux de jambes et la protection des jeunes enfants.

La tradition attribue à un soldat français la construction de cette chapelle votive où il déposa, après son retour de la guerre, une antique statue de la Vierge, sauvée d'un incendie en Allemagne. Il établit domicile au sud de l'abbaye, vivant là comme un ermite, recueillant sou par sou la somme nécessaire à l'exécution de son vœu. La chapelle, achevée en 1731, devint rapidement un lieu de pèlerinage.

##### Marbais
Église Saint-Martin (Marbais) : fut rénovée en 1886. Son plan est calqué sur celui de l'église abbatiale de Villers. Elle possède un reliquaire du XVe siècle renfermant un fragment de la Sainte-Croix.
Chapelle Notre-Dame Auxiliatrice du Triolet (Marbais) : construction mentionnée en 1720, elle était rattachée à la ferme de la Jouerie à Marbais. Elle est consacrée à Notre Dame des Affligés, elle porte une invocation datée de 1750. À côté une pierre rappelle qu'autrefois le lieu était peu sûr puisque Philippe Pieret, censier de la Jouerie y fut assassiné par des brigands le 6 juillet 1666.
Église Notre-Dame de Marbisoux (Marbais) : conserve du mobilier du XVIIIe siècle.

##### Mellery

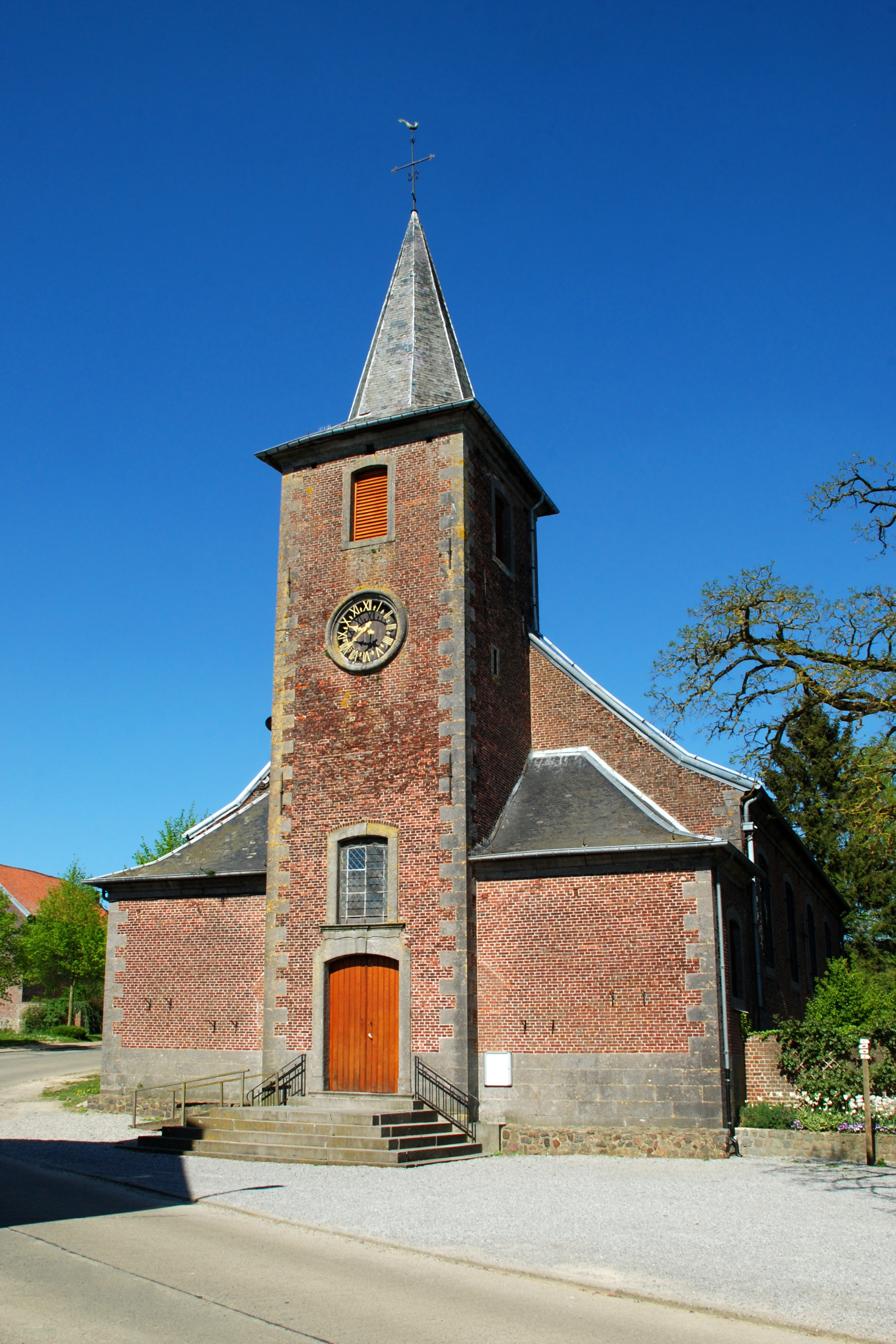
Église Saint-Laurent de Mellery.

Église Saint-Laurent de Mellery : édifiée en 1776, abrite une statue de saint Bernard (en bois) attribuée à Laurent Delvaux, une statue de saint Antoine l'Ermite (XVIe siècle), un Ecce Homo de la fin du XVe siècle. La cure date de la fin du XVIIIe siècle.

##### Sart-Dames-Avelines
Église Saint-Nicolas (Sart-Dames-Avelines) : construite en 1867, possède des fonts baptismaux du XVIe siècle, une Vierge baroque et plusieurs belles pièces d'orfèvrerie.

##### Tilly
Église Saint-Martin (Tilly) (1863) : abrite un grand Christ en chêne attribué à Laurent Delvaux et un bénitier de pierre du XVIe siècle servant de fonts baptismaux. Des vitraux modernes furent offerts en 1956 à l'église.

#### Patrimoine historique
Château des Marbais (Vieux Châtelet) : vieux château occupé en 1219 par les seigneurs de Marbais. Au centre de la cour se dresse un donjon massif en schiste du XIIe ou XIIIe siècle à trois niveaux. Il appartint, entre autres, à Jean t'Serclaes, Comte de Tilly.
Château-ferme de Cognée : résidence d’Édouard Dumont de Chassart, dans un parc de style Louis XVI, un des plus gros marronniers du pays. Depuis 2005, une pico brasserie expérimentale y est installée : la brasserie de Cognée.
Ferme du Colombier (Mellery) : belle construction rurale qui a gardé ses murs défensifs et son porche-tour, surmonté d'un toit octogonal. L'ensemble qui relevait de l'abbaye de Gembloux fut cédé aux Cisterciens de Villers au XVIe siècle.
Grange de la Neuve Cour (Sart-Dames-Avelines) : bâtiment unique au XIIIe siècle, cette ancienne dépendance de l'abbaye de Villers-la-Ville fut scindée en Basse Neuve Cour et en Haute Neuve Cour, en 1554. Elles furent reconstruites au XVIIe siècle et appelées dès lors fermes de la Haute et de la Basse Cense. L'exploitation de l'époque comptait plus de 450 hectares.
Moulin d'Hollers (Villers-la-Ville) dont les origines remontent à 1530.

### Patrimoine industriel situé près de Villers-la-Ville
Usine de Chassart : ancienne sucrerie-distillerie-levurerie située à Saint-Amand,(Fleurus). En 1906, la prospérité de l'entreprise fut telle qu'elle valut un anoblissement à ses propriétaires devenant ainsi la famille Dumont de Chassart. Les affaires périclitèrent à partir de l'entre-deux-guerres. La sucrerie ne pouvant résister à la concurrence internationale, elle fut rachetée en 1957 par la Raffinerie tirlemontoise. Onze années plus tard, c'est la division "alcool" qui fut absorbée par le groupe "Martini". La distillerie de genièvre fabriquait notamment le Chassart-Vieille Cuvée.
Auguste Dumont de Chassart, bourgmestre et sénateur, construisit Le Châtelet sur les terres provenant de son épouse Alice Glibert à Villers.
Voir aussi la liste du patrimoine immobilier classé de Villers-la-Ville.

### Culture

#### Folklore et traditions

##### Confréries
- Confrérie du Serment de Saint-Sébastien - Société royale (Marbais) : confrérie d'archers dont les origines remontent au corps des archers des comtes de Marbais (XVIe).
- Confrérie royale des Chevaliers Sapeurs de la Sainte Croix de Marbais : la confrérie a pour but premier et exclusif d'honorer la sainte Croix. Elle garde ainsi un caractère religieux.
- Confrérie des Hostieux Moines : la Confrérie des Hostieux Moines est largement inspirée de l'histoire de l'abbaye de Villers-la-Ville qui comptait déjà en 1212 une hostellerie (d'où le nom de « Hostieux ») où les moines servaient les produits de leur production, tels le pain, la bière, le fromage, etc.
- Confrérie du Vignoble de l'Abbaye de Villers en Brabant : producteur du Clos de Villers-la-Vigne.
- Confrérie Royal des Pèlerins de Saint Roch de Marbisoux : confrérie composée de 12 « frères », honore Saint Roch dont la statue se trouve dans l'église Notre Dame de Marbisoux.

##### Fêtes
- Fête de la Saint-Bernard.
- Fête de la Saint-Hubert.
- Carnaval de Villers le dimanche 49 jours avant Pâques : Grand bal des enfants le samedi à 14h00, grande soirée le samedi à 21h00, cortège folklorique le dimanche et grande soirée de clôture gratuite. www.carnavaldevillers.be, Ainsi que « Les Bossus du Ramipont » Gilles et Brûle Bosses le dimanche en fin de cortège.
- Tour Sainte-Croix : procession dont l'origine est liée à l'histoire de la relique de la sainte Croix que possède la paroisse de Marbais.
- Festival Un Soir Autour du Monde : ce festival de musique festive est organisée chaque année par l'asbl du même nom le dernier week-end d'avril et connaît un important succès.
- Fête du 15 août à Marbisoux (Pèlerinage) : Trois pèlerins de la ducasse de Marbisoux (Marbais-en-Brabant), 1952. Ils rentrent avec leur butin attaché à leur bâton. Le lundi de la fête locale, qui a lieu le dimanche le plus rapproché du 15 août, douze "pèlerins" de la Confrérie Saint-Roch, créée en 1860 au plus tard sous le vocable de Saint Jacques, assistent à la messe de 8 heures, puis « partent pour Jérusalem » par groupe de trois. Ils vont collecter des légumes, des fruits, des fleurs, de l'argent. La quête terminée, les musiciens et les pèlerins se rendent au kiosque de la fête, où l'un d'eux narre avec humour leur voyage. Puis on procède à la « vente du bien d'autrui », avec « notaire » qui pratique la vente forcée. Celle-ci terminée, la danse des pèlerins a lieu entrecoupée d'interruptions et de disputes; on paye à boire aux musiciens, on chasse les femmes parce qu'elles dansent mal. Soudain s'affale un « frère ». On chante une marche funèbre, l'ausculte; il refuse de l'eau, dont il asperge les curieux. D'un bond, il reprend sa place : la fête est terminée[8].

##### Tradition culinaire
- Les bières : la t'Serclaes (ambrée), la Vieille Villers (brune), la Triple Villers (blonde).
- Le saucisson : « Le Bâton de St-Bernard » d'après une recette originale.
- Le pain des moines : un pain à la bière.
- Le gâteau des moines : un gâteau sec.
- Clos de Villers-la-Vigne : vin rouge primeur, le premier Marc wallon, alcool titrant à 40 °C exclusivement obtenu à partir des restes du pressurage des raisins du vignoble et du Mistelle de Villers-la-Vigne, boisson obtenue par assemblage d'eau de vie du raisin ou Marc avec le jus de raisin frais non fermenté[9].

## Économie
Le talent, monnaie locale en circulation depuis 2016 à Ottignies-Louvain-la-Neuve, Court-Saint-Étienne, Genappe, La Hulpe et Villers-la-Ville.